# 3754 Kathleen
3754 Kathleen eller 1931 FM är en asteroid i huvudbältet som upptäcktes den 16 mars 1931 av den amerikanske astronomen Clyde Tombaugh vid Lowell-observatoriet. Den är uppkallad efter upptäckarens barnbarn, Kathleen Willoughby Clifford.
Asteroiden har en diameter på ungefär 53 kilometer.